# 若埃尔·洛捷
若埃尔·洛捷（法語：Joël Lautier，1973年4月12日—），法国国际象棋棋手、特级大师。
洛捷出生于加拿大，父亲为法国人、母亲为日本人，他是法国历史上最杰出的棋手之一。他于1998年获得过世界国际象棋青年冠军，2004年、2005年两度夺得法国国际象棋全国冠军。
洛捷是职业棋协的创始人之一，并于2004年至2005年间担任过职业棋协主席。
法国国际象棋女子特级大师阿尔米拉·斯克里普琴科是洛捷的前妻，两人在2002年离婚。前者在2007年与洛朗·弗雷西内结婚。